# 吳從憲
吳從憲（1522年3月3日—1582年1月2日），字惟時，號鵬峰，福建晉江靈水人，明朝政治人物，同進士出身。

## 生平
嘉靖三十四年（1555年）乙卯科福建鄉試第四十八名。嘉靖四十一年（1562年）壬戌科會試第七十七名，登進士第三甲第一百一十二名進士。授行人司行人，四十四年十一月选授四川道監察御史，本年丁母憂歸。隆庆三年（1569年）正月復除江西道御史，四年两浙巡盐，五年巡按山东，萬曆二年（1574年）掌河南道印，三年巡按浙江，四年九月升江西按察司副使，七年九月升浙江右参政。

## 家族
曾祖吳道；祖父吳鑑；伯父吳希澄，正德丙子舉人，官廣東長樂知縣；父吳希淵（1498年-1557年），字克復，號少泉，贈文林郎江西道監察御史；母林氏（1501年-1565年），贈孺人。弟從富、從寬，皆早卒。一妹解刑部主事何琚，夫卒自缢，旌表節婦。一妹嫁户部主事周天佐嗣子周日暹，舉萬曆元年癸酉順天舉人。子可远、可官、可承。